# Volta a Castella i Lleó 2011
La Volta a Castella i Lleó 2011, 26a edició de la Volta a Castella i Lleó, es disputà entre el 13 i el 17 d'abril de 2011, sobre un total de 713,1 km, repartits entre cinc etapes, una d'elles contrarellotge individual, i un final en alt.
El vencedor fou el català Xavier Tondo (Movistar Team) que superà en 9" a Bauke Mollema (Rabobank ProTeam) i en 17" a Igor Antón (Euskaltel–Euskadi).

## Classificacions finals

### Classificació general
|    | Ciclista                 | Equip             | Temps       |
| -- | ------------------------ | ----------------- | ----------- |
| 1  | Xavier Tondo (ESP)       | Movistar Team     | 17h 01' 40" |
| 2  | Bauke Mollema (NED)      | Rabobank ProTeam  | + 09"       |
| 3  | Igor Antón (ESP)         | Euskaltel–Euskadi | + 17"       |
| 4  | Domenico Pozzovivo (ITA) | Colnago-CSF Inox  | + 40"       |
| 5  | Jerome Coppel (FRA)      | Saur-Sojasun      | + 47"       |
| 6  | Juan Pablo Suárez (COL)  | EPM-UNE           | m. t.       |
| 7  | Dario Cioni (ITA)        | Team Sky          | + 54"       |
| 8  | Ricardo García (ESP)     | Orbea             | + 58"       |
| 9  | Juan Manuel Gárate (ESP) | Rabobank ProTeam  | + 59"       |
| 10 | Laurens Ten Dam (NED)    | Rabobank ProTeam  | + 1' 16"    |

### Altres classificacions
- Classificació per punts.  Francisco Ventoso (Movistar Team)
- Classificació de la muntanya.  Raúl Alarcón (Barbot-Efapel)
- Classificació de la combinada.  Bauke Mollema (Rabobank ProTeam)
- Classificació per equips.  Rabobank ProTeam

## Etapes
| Etapa | Data       | Recorregut                                      | Km       | Vencedor d'etapa  | Líder de la general |
| ----- | ---------- | ----------------------------------------------- | -------- | ----------------- | ------------------- |
| 1a    | 13 d'abril | Medina de Rioseco - Palència                    | 174,4 km | Francisco Ventoso | Francisco Ventoso   |
| 2a    | 14 d'abril | Valladolid - Salamanca                          | 213,0 km | Francisco Ventoso | Francisco Ventoso   |
| 3a    | 15 d'abril | Benavente - Laguna de Los Peces                 | 157,2 km | Filippo Savini    | Bauke Mollema       |
| 4a    | 16 d'abril | Zamora - Zamora                                 | 11,2 km  | Alberto Contador  | Xavier Tondo        |
| 5a    | 17 d'abril | Madrigal de las Altas Torres - Medina del Campo | 167,7 km | Ben Swift         | Xavier Tondo        |